# Josephine Earle
Josephine Earle (Brooklyn, 23 de febrero de 1892 – Stratford-upon-Avon, 26 de abril de 1960/1961) fue una actriz estadounidense.

## Filmografía
- The Fall of a Saint (1920
- The Edge of Youth (1920)
- Walls of Prejudice (1920)
- Branded (1921)
- The Way of a Man (1921)
- The Knockout (1923)
- The Hotel Mouse (1923)
- De mujer a mujer (Woman to Woman) (1923)
- Raise the Roof (1930)